# دانشگاه بین‌المللی ونیز
دانشگاه بین‌المللی ونیز (به ایتالیایی: Venice International University) یک دانشگاه در ایتالیا است که در ونیز واقع شده‌است.